# Kaoma
Kaoma fue un grupo musical franco-brasileño conocido por su tema Chorando se foi en 1989, activo entre 1987 y 1998.

## Trayectoria artística
Creación de los productores franceses Jean Karakos y Olivier Lorsac. Estaban de vacaciones en Brasil y, en una visita a Porto Seguro, descubrieron el género musical lambada. Entusiasmados por el éxito entre el público local, decidieron crear un grupo. Fundado por los exintegrantes de la banda Touré Kunda: el martiniqués Chyco Dru (bajo), el guadalupeño Jacky Arconte (guitarra), Jean-Claude Bonaventure (productor y teclista), Michel Abihssira (percusión), Fania (voz), Monica Nogueira (Voz coros) y la brasileña Loalwa Braz (vocalista principal), además del dúo brasileño de bailarines Chico y Roberta.
El tema musical por el que se hicieron mundialmente conocidos y que llegó al primer lugar en la gran mayoría de las listas de popularidad de 1989 fue "Lambada", una adaptación directa del hit de 1986 "Chorando se foi" de la cantautora Márcia Ferreira, el cual a su vez fue una interpretación traducida al portugués y legalmente autorizada del tema "Llorando se fue", composición de los hermanos Ulises y Gonzalo Hermosa grabada en 1981 por la agrupación boliviana Los Kjarkas, del cual eran integrantes y fundadores. Los hermanos Hermosa denunciaron a Kaoma por plagio debido al lanzamiento de su versión sin la debida licencia, llegando a probar la autoría del tema y finalmente recibiendo una indemnización.
"Dançando Lambada" y "Mélodie d'amour" fueron sus siguientes sencillos, llegando a tener cierto éxito en las listas aunque no de la misma manera que "Lambada". Ese mismo año, la banda lanzó su primer álbum Worldbeat.

## Discografía
- Worldbeat (1989)
- Tribal-pursuit (1991)
- A La Media Noche (1998)